# Ozelita Cascudo Rodrigues
Ozelita Cascudo Rodrigues (Areia Branca, 27 de janeiro de 1907 — Mossoró,1º de abril de 1996) foi uma educadora e ativista política brasileira. Fez parte da primeira turma formada pela Escola Normal de Mossoró e tornou-se notória por criar o grupo Senado das Mulheres, conhecido por seu engajamento em campanhas eleitorais. Foi a primeira diretora da  Escola Estadual Cônego Estevam Dantas. Seu marido, Adolfo Rodrigues de Lima, e seu irmão, Osvaldo Bezerra Cascudo, foram prefeitos de Uiraúna-PB. Seu filho, João Batista Cascudo Rodrigues, foi o primeiro reitor da URRN (atual UERN).
É homenageada com a "Fundação Comunitária Ozelita Cascudo Rodrigues".